# Hohenfelde (Stormarn)
Hohenfelde este o comună din landul Schleswig-Holstein, Germania. Deoarece există mai multe localități cu acest nume, când este necesar se precizează astfel: „Hohenfelde (Stormarn)”, unde Stormarn este districtul rural în care se află comuna.
1. ↑  Alle politisch selbständigen Gemeinden mit ausgewählten Merkmalen am 31.12.2018 (4. Quartal) (în germană), Statistisches Bundesamt[*], arhivat din original la 10 martie 2019, accesat în 10 martie 2019